# Meşeliyatak, Dereli
Meşeliyatak là một xã thuộc huyện Dereli, tỉnh Giresun, Thổ Nhĩ Kỳ. Dân số thời điểm năm 2011 là 349 người.